# Otvoreni
Otvoreni é a principal rádio e parada musical airplay da Croácia.